# Luca Guadagnino
Luca Guadagnino, född 1971, är en italiensk filmregissör.
Han har bland annat regisserat en trilogi av filmer på temat "begär": Kärlek på italienska (2009), A Bigger Splash (2015), och Call Me by Your Name (2017). Han har även regisserat Suspiria (2018).

## Filmografi (i urval)
- 2009 – Kärlek på italienska
- 2015 – A Bigger Splash
- 2017 – Call Me by Your Name
- 2018 – Suspiria
- 2020 – Fiori, Fiori, Fiori (kortfilm)
- 2022 – Bones and All
- 2024 – Challengers
- 2024 – Queer
- 2025 – After the Hunt